# Athens (Tennessee)
Athens es una ciudad localizada en el Condado de McMinn, Tennessee, Estados Unidos. Athens es la ciudad más grande del área metropolitana de Chattanooga-Cleveland-Athens. Según información del censo realizado en 2000, a población alcanza a 13 220.

## Demografía

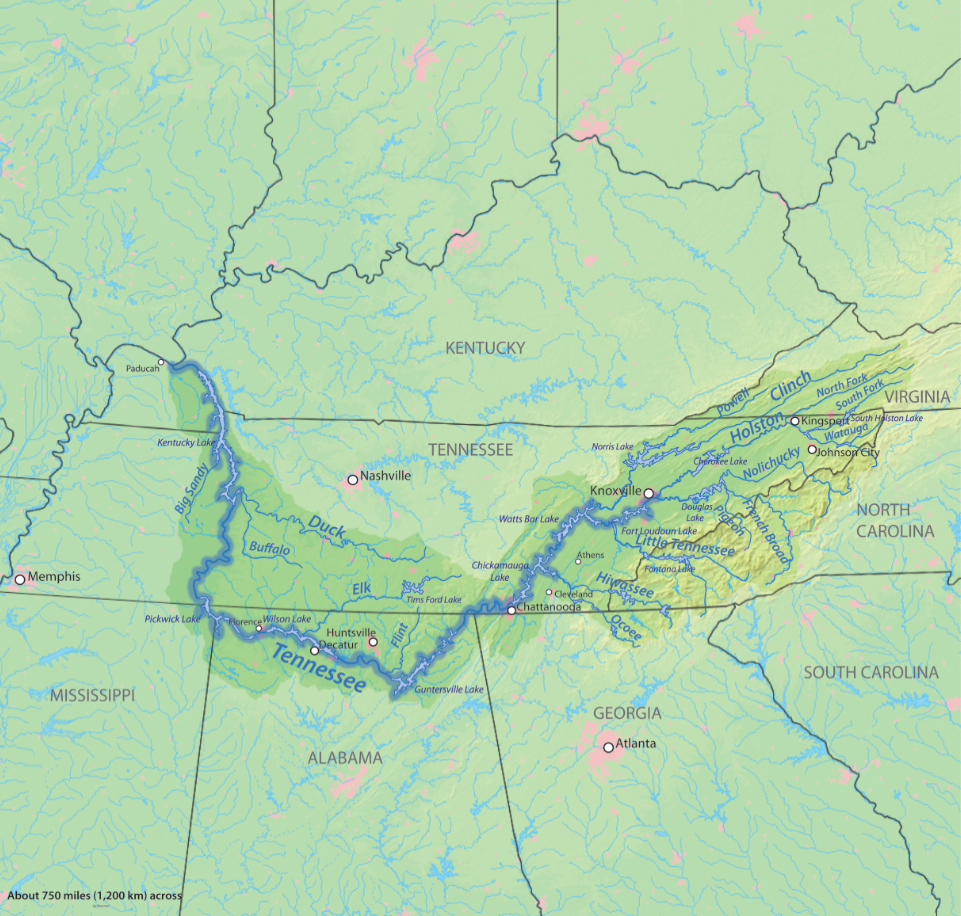
Mapa del río Tennessee en el que está Athens, entre Chattanooga y Knoxville

Según el censo del 2000, en la ciudad viven 13 320 personas, 5550 con vivienda y 3590 familias residiendo en la ciudad. La distribución racial de la ciudad fue de 86.33% Blancos, 9.32% afroamericanos, 0.23% nativo-estadounidenses, 1.38% asiáticos, 1.34% de otras razas, y 1.33% de dos o más razas. Los latinos componen el 3.01% de la población.
El 23.9% de la población es menor de 18 años, 10.1% de 18 a 24, 28.3% de 25 a 44, 21.4% de 45 a 64, y 16.3% que es mayor de 65 años. La edad media era de 36 años. Por cada 100 mujeres había 84.8 hombres. Por cada 100 mujeres de más de 18 años, habían 80.2 hombres.
El ingreso medio para los residentes fue de $29 277, y el ingreso medio para una familia fue de $39 563. Los hombres tenían un ingreso medio de $32 170 versus $20 917 para las mujeres. El ingreso per cápita de la ciudad fue de $16 887. El 14.6% de las familias y el 18.4% de la población estaban bajo la línea de pobreza.